# Husby, Schleswig-Flensburg
Husby là một đô thị thuộc huyện Schleswig-Flensburg, trong bang Schleswig-Holstein, nước Đức. Đô thị Husby, Schleswig-Flensburg có diện tích 19,32 km², dân số thời điểm 31 tháng 12 năm 2006 là 2213 người.